# Hypocrita venosa
Hypocrita venosa là một loài bướm đêm thuộc phân họ Arctiinae, họ Erebidae.